# Amatillo (Guerrero)
Amatillo es una localidad mexicana ubicada en el municipio de Acapulco (Estado de Guerrero). Se encuentra aproximadamente a 22 kilómetros de la ciudad de Acapulco, cabecera municipal. Es la sexta localidad más poblada del municipio con 3298 habitantes.

## Demografía

### Población
Según el Conteo de Población y Vivienda 2005, efectuado por el Instituto Nacional de Estadística y Geografía, la población de Amatillo contaba, hasta ese año, con un total de 3 025 habitantes. En 2010 eran con 3298 habitantes por lo que la población creció en 273 personas, de las cuales 1,679 son hombres y 3,298 mujeres.
| Población de Amatillo |
|                       |
| Fuente:INEGI          |

## Marginación

### Localidad
La localidad se tiene unos niveles de marginación altos, ya que el 24.96% de la población total en 2010 era analfabeta, 10.33% de los niños y adolescentes no asistían a la escuela.
En 2005 el índice de rezago social era de 0.55412 y en 2010 aumento a 0.74563.

### Vivienda
En 2005 había 588 viviendas particulares habitadas y en 2010 había 606, en 2005 había 479 hogares sin drenaje y en 2010 había 441.
En 2005 había 55 casas sin luz eléctrica, en 2010 bajó a sólo seis casas.
Aunque la localidad ha tenido avances en cuanto a servicios públicos, tiene muchas carencias, ya que la mayoría de la población vive en la pobreza.